# Даун (місто)
Даун (нім. Daun) — місто в Німеччині, розташоване в землі Рейнланд-Пфальц. Адміністративний центр району Вульканайфель. Центр об'єднання громад Даун.
Площа — 48,97 км2. Населення становить 8001 ос. (станом на 31 грудня 2020).